# Marktjärnen, Medelpad
Marktjärnen är en sjö i Ånge kommun i Medelpad och ingår i Ljungans huvudavrinningsområde. Sjöns area är 0,071 kvadratkilometer och den befinner sig 385,1 meter över havet.